# أورابيديل
أورابيديل هو دواء خافض لضغط الدم. وينتمي إلى مجموعه حاصرات مستقبلات الادرينالين α1 ويستخدم عادتا في حالات ارتفاع الضغط الطارئة (فرط ضغط الدم الخبيث)

## الاستخدامات
يستخدم كحقن وريدي لمعالجه حالات ارتفاع الضغط الطارئة كبديل لحاصرات مستقبلات الكالسيوم أو النيترات. كما يمكن استخدامه عن طريق الفم لمعالجه ارتفاع الضغط المزمن.

## اثار جانبيه
كأعراض جانبيه ظهرت أعراض كالصداع والغثيان وشعور بالدوخة في (1-10 %) من مستخدمي العلاج.كما يمكن أن يتسبب في اختلال في نظم القلب أو شعور بالإرهاق والتعرق ولكن في حالات قليله جدا لا تتجاوز (0,1%).

## موانع الاستخدام
يمنع استخدام دواء اورابيديل للحوامل وفي فترة الإرضاع. الا انه تم استخدامه في بعض الدراسات على الحوامل التي عانت خلال الحمل مما يعرف (بمقدمات الارتجاع). في هذه الحالات ينصح بان لا يتجاوز الاستخدام اليومي 24 مغ لكل ساعه. ويستخدم لذلك جهاز لتقدير الكميه المعطاة خلال وقت محدد.

## تفاعلات مع ادويه أخرى
اورابيديل يزيد من مفعول الأدوية الخافضة للضغط في حال استخدمت ادويه أخرى خافضه للضغط بنفس الوقت. مفعول الدواء يزيد في حاله تناول الكحول مع الدواء. ويمكن أن يرتفع تركيز اوارابيديل في الدم بما يقدر ب15% عندما يستخدم بالتزامن مع استخدام مضادات مستقبلات الهيستامين وبالخصوص سيميتيدين.

## طريقه عمل الدواء
اورابيديل يعمل على حصر عمل الادرينالين على مستقبلات الادرينالين α1 في الأوعية الدموية الطرفية مما يقلل من مقاومه تلك الأوعية لتدفق الدم وبالتالي انخفاض في الضغط الانقباضي والانبساطي أيضا. كما أنه يحفز مستقبلات السيروتونين في الجهاز العصبي المركزي التي تقلل بدورها من تسرع القلب الناتجة عن استجابة القلب لانخفاض الضغط.

## الحركة الدوائية
يتخلص الجسم من دواء اورابيديل عن طريق الكلى (70%) والبقيه عن طريق البراز ذلك بعد أن يتم معالجته في الكبد وتحويله إلى مواد أخرى يمكن التخلص منها عن طريق الكلى.
يتراوح عمر النصف في البلازما لدواء اورابيديل بحدود 2,7 ساعه وتزيد عدد الساعات في حالات اعتلال الكبد والكلى.